# Nepenthes spectabilis
Nepenthes spectabilis Danser, 1928 è una pianta carnivora della famiglia Nepenthaceae, endemica di Sumatra, dove cresce a 1400–2200 m.

## Conservazione
La Lista rossa IUCN classifica Nepenthes spectabilis come specie vulnerabile.